# Talltita
Talltita (Poecile montanus) är en liten fågel som tillhör familjen mesar. Fågeln är vida spridd i Europa utom i sydväst och vidare i norra Asien.

## Taxonomi och utbredning
Talltitan beskrevs som en egen art först 1827 av Conrad von Baldenstein och har traditionellt placerats i det stora messläktet Parus. Detta stora släkte har delats upp i ett antal släkten varför talltitan placerats i släkte Poecile.
Talltitan är känd för att hybridisera med en rad närbesläktade arter som lappmes, svartmes och entita. En förmodad hybrid mellan tofsmes och talltita observerades och ringmärktes i Gällivare år 2000 vilket ytterligare belyser släktskapsproblematiken bland dessa mesar.
Tidigare kategoriserades amerikansk talltita som underart till talltita men den är endast avlägset släkt. Även sichuantita (P. weigoldicus) urskiljs numera oftast som egen art. Å andra sidan betraktas taxonet songarus numera allmänt som del av talltitan.

### Utbredning och underarter
Talltitan är vitt spridd och vanlig i tempererade och subarktiska delar av Europa och norra Asien. Den är mer specialiserad på barrträd än entitan, vilket förklarar att den häckar mycket längre norrut. Den är vanligen stannfågel. Talltitan delas här upp i 14 underarter i två grupper med följande utbredning:
- montanus-gruppen
  - Poecile montanus kleinschmidti (Hellmayr, 1900) – Storbritannien
  - Poecile montanus rhenanus (Kleinschmidt, 1900) – Västeuropa så långt österut som till västra Tyskland och norra Schweiz
  - Poecile montanus salicarius (C. L. Brehm, 1831) – Centraleuropa till västra Polen, sydvästra Tyskland och nordvästra Österrike
  - Poecile montanus montanus inkl transsylvanicus (Kleinschmidt, 1921) - nominatformen förekommer i Centraleuropa
  - nordlig talltita[8] Poecile montanus borealis (Selys & Longchamps, 1843), inkl. colletti & loennbergi (Zedlitz, 1925) – Skandinavien till Baltikum, Karpaterna och sydöstra Ryssland
  - Poecile montanus uralensis (Grote, 1927) – sydöstra Ryssland till södra Uralbergen, sydvästra Sibirien och norra Kazakstan
  - Poecile montanus baicalensis (Swinhoe, 1871) – östra Sibirien till Ochotska havet, Mongoliet, Primorje kraj och nordöstra Kina
  - Poecile montanus anadyrensis (Belopolski, 1932) – nordöstra Sibirien till den norra kusten av Ochotska havet.
  - Poecile montanus kamtschatkensis (Bonaparte, 1850) – Kamtjatkahalvön
  - Poecile montanus sachalinensis (Lönnberg, 1908) – Sachalin
  - Poecile montanus restrictus (Hellmayr, 1900) – Japan
- songarus-gruppen
  - Poecile montanus songarus – Kazakstan (Tien Shan)
  - Poecile montanus affinis – nordcentrala Kina (Ningxia till södra Gansu och nordöstra Qinghai)
  - Poecile montanus stoetzneri – nordöstra Kina (sydöstra Mongoliet till Liaoning, Shaanxi och Henan)

### Förekomst i Sverige
I Sverige förekommer den allmänt i nästan hela landet, förutom på Gotland och i delar av Skåne.

## Utseende och läte

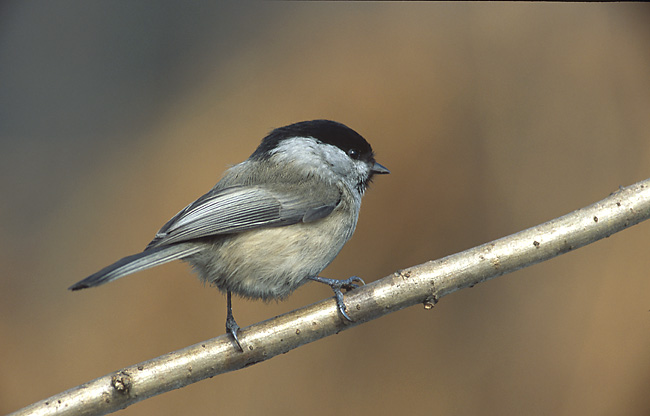
Talltita. Notera "tjurnacken", den vita kindens utsträckning och armpennors ljusa kanter som skapar en ljus vingspegel.

Talltitan är 11–14 centimeter lång och väger 8–14 gram. Den har gråbrun rygg, vitaktig buk och mattsvart hjässa och haklapp. Den har en kort knubbig och vass näbb som är svart, svart iris och grå ben. Könen är lika och juvenilen liknar de adulta individerna.
Talltitan är mycket lik sin nära släkting entitan, men skiljs från den i fält då talltitans hjässa är matt svartbrun i stället för glänsande blåsvart och att den svarta hakfläcken ofta är större och vidgar sig nedåt. Huvudformen skiljer sig också genom att talltitan ofta har en kraftigare nacke, som brukar beskrivas som en "tjurnacke". Vidare sträcker sig det vita på kinden hos talltitan ända upp till nacken där entitan istället är brunsolkig och talltitans armpennor har en ljus kant vilket skapar en ljus vingspegel på ovansidan av den hopfällda vingen. Talltitans fjädrar på hjässan är också längre än hos entitan, men detta går inte att avgöra i fält.  
I den östra delen av utbredningsområdet är talltitan mycket ljusare än entitan, men längre västerut blir de två arterna mer och mer lika, så till den grad att den inte betraktades som häckfågel i Storbritannien förrän vid slutet av 1800-talet, trots att den är allmänt spridd och helt ersätter entitan i Skottland.
Talltitan är även lik lappmesen, som förekommer i samma biotop över stora delar av utbredningsområdet, men lappmesen har yvigare fjäderdräkt, rödbrunare kroppssida, varmt brun rygg som kontrasterar tydligare mot de grå vingöversidorna, större helsvart hakklapp och matt gråbrun hjässa.

### Läte
Varninglätet är ett utdraget "tsitsidäää". Sången består av "klagande" pipanden "dju-dju-dju-dju-dju". Att i fält särskilja talltita från entita görs enklast på lätena.

## Ekologi
Talltitan förekommer i blandskog och barrskog. Den lever i stabila parförhållanden, men ofta lever två par tillsammans – ett alfa-par och ett beta-par – som bildar en grupp som häckar i samma revir i flera säsonger. Reviret som de hävdar är vanligen på cirka 25 hektar och beta-paret är ofta yngre talltitor. Fåglarna håller sig till reviret året runt och drar inte runt lika mycket som blåmesar och talgoxar gör under vintern. Skötselmetoder som förröjning (att sly och småträd avlägsnas) och låggallring (gallring där man i första hand tar bort små träd) är en viktig bidragande orsak till att talltitan och en rad andra skogsfåglar som gynnas av en rik granunderväxt i en skiktad produktionsskog minskar i antal.

### Häckning

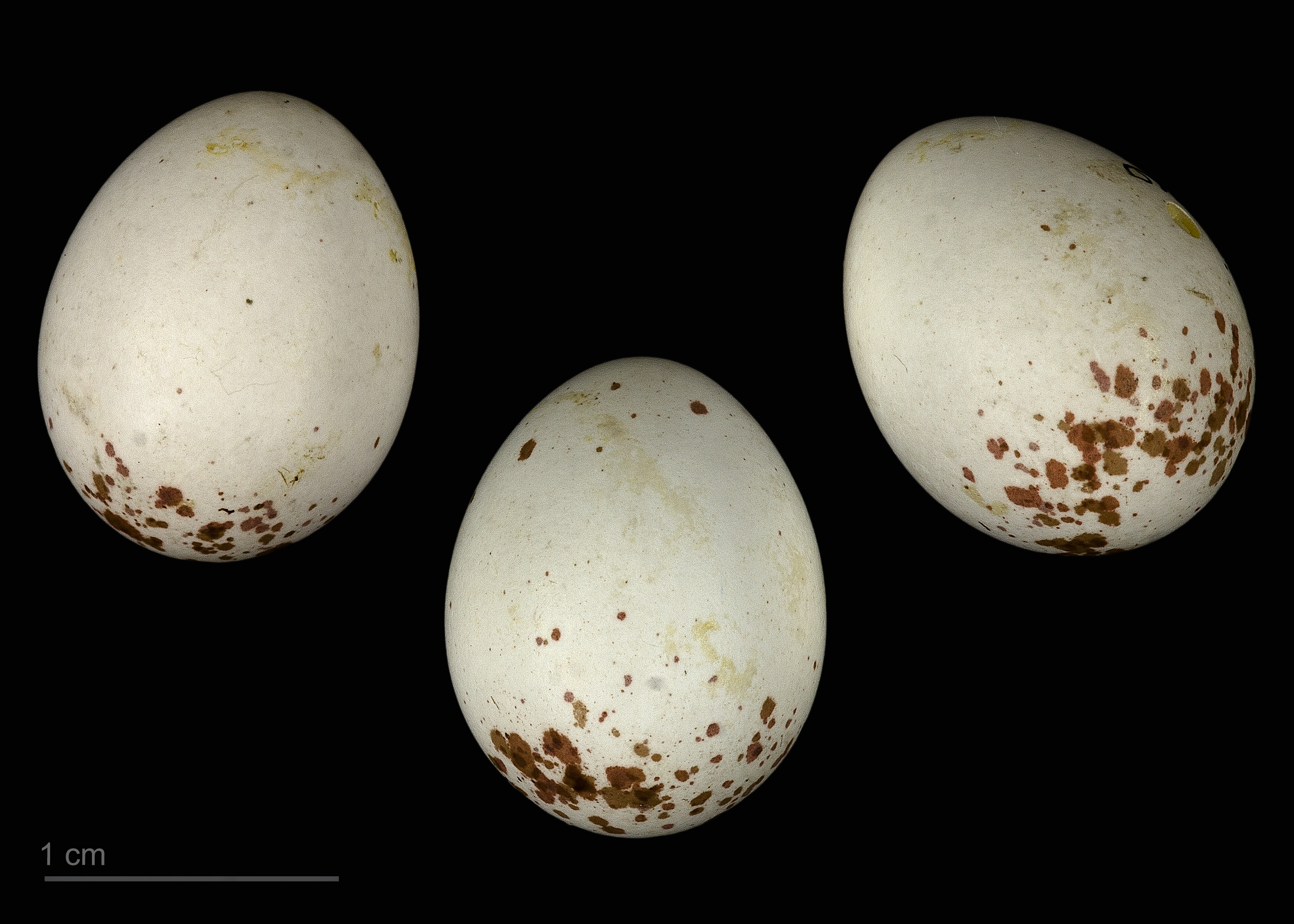
Poecile montanus borealis

Talltitan gräver ofta ut sitt eget bohål och kan till och med tränga igenom hård bark, oftast i en rutten stubbe eller ett mer eller mindre murknat träd. De flesta bon som har undersökts är fodrade av päls, hår och träflisor, men ibland används fjädrar. Äggen, sex till nio till antalet, har rödaktiga prickar eller fläckar. Honan ruvar äggen i cirka två veckor, och efter kläckningen matas ungarna av båda föräldrarna i 16 till 19 dagar.

### Föda
Fåglarna livnär sig av skalbaggar, insekter, spindeldjur och frön, ungefär som andra mesar. Under vintern är talltitan stationär i sitt revir och lever då till stor del av frön som den hamstrat under hösten. Fröna placeras ett och ett i barkspringor, under lavar och på liknande ställen, och antalet hamstrade frön i ett revir kan överstiga tiotusentals. Många källor anger att en skillnad mellan entita och talltita är att den senare under vintertid inte besöker fågelbord men det är felaktigt då talltitan visst besöker fågelbord.

## Talltitan och människan

### Status och hot
Arten har ett stort utbredningsområde och en stor population, men tros minska i antal, dock inte tillräckligt kraftigt för att den ska betraktas som hotad. Internationella naturvårdsunionen IUCN kategoriserar därför arten som livskraftig (LC). Världspopulationen uppskattas till mellan 170 och 260 miljoner häckande individer.
I Sverige har den dock minskat markant sedan 1970-talet och i många delar av södra Sverige är den fåtalig och lokalt förekommande, framför allt i områden med rena granskogar. De senaste tio åren har den minskat med 10–30 %. Sedan 2020 upptas den på Artdatabankens rödlista som nära hotad (NT). 2018 uppskattades det svenska beståndet till 542 000 par.

### Namn
Talltitan har tidigare kallats för nordisk mes och gråmes.